# Università di Palencia

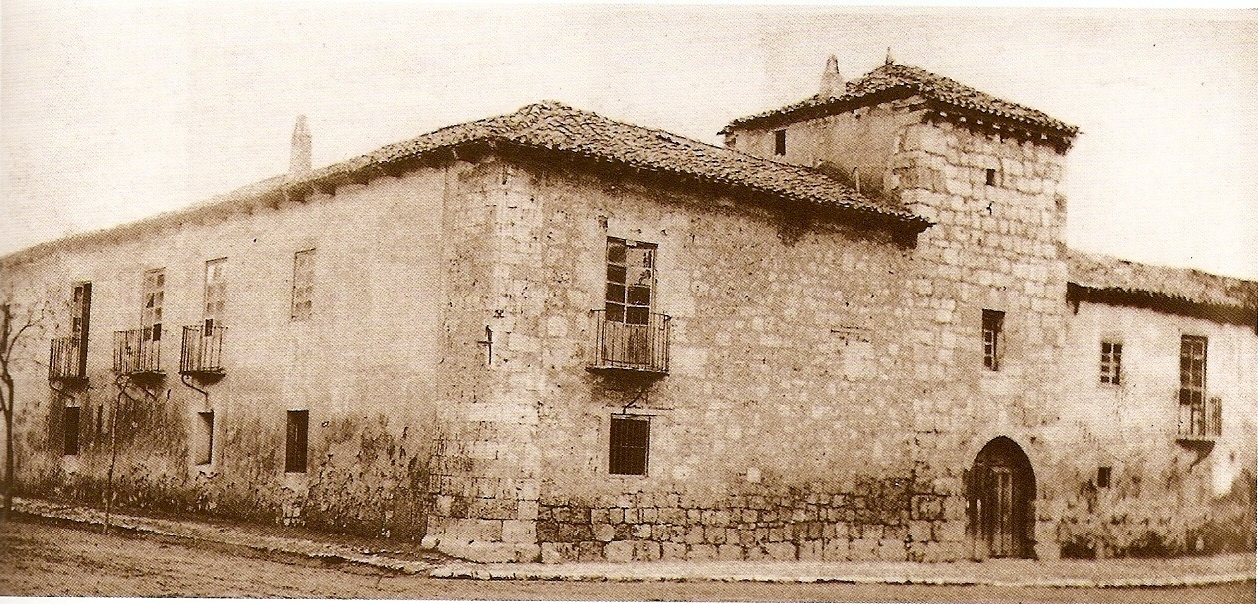

L'Università di Palencia, fondata dal re Alfonso VIII di Castiglia su richiesta del vescovo Tello Téllez de Meneses, fu la prima università fondata in Spagna. Essa ispirò poi l'Università di Salamanca.
Tra gli studiosi formatisi in questa università, troviamo Pedro Gonzalez e Giuliano di Cuenca.
L'università fu fondata nel 1212 circa, poco dopo la vittoria nella battaglia di Las Navas de Tolosa, quando il sovrano chiamò dalla Francia e dall'Italia insegnanti in varie arti e scienze, mantenendoli a Palencia con stipendi elevati.
Tuttavia, la mancanza di sostegno finanziario e la vicinanza dell'Università di Salamanca fecero sì che l'Università di Palencia chiudesse prima della fine del XIII secolo, probabilmente nel 1264, momento in cui l'università fu definitivamente trasferita a Valladolid.